# Luigi Olivari
Luigi Olivari (La Spezia, Olasz Királyság, 1891. december 29. - Udine, 1917. október 13.) hadnagy, olasz származású ászpilóta. Az első világháború során katonai pilótaként tevékenykedett és 8 igazolt légi győzelmet szerzett. 1917-ben repülőbalesetben hunyt el.

## Élete

### Katonai szolgálata
1914-ben kitört az első világháború, 1915-ben az Olasz Királyság is hadba lépett az Antant oldalán. Források szerint Oivari ekkor már pilóta volt, és rögtön harcba szállt. Rutinosságának köszönhetően ő szerezte meg Olaszország második légi győzelmét a háborúban. Erre 1916. április 7-én került sor, mikor Olivari egy kétüléses repülőgépet (Two-Seater-t) lőtt le Cortello légterében. Felfigyeltek rá, és rögtön áthelyezték a Squadriglia 1-ből a Squadriglia 70-be. Ebben a repülőszázadban 1916 és 1917 években tevékenykedett. Ez idő alatt 3 légi győzelmet aratott: 1916. szeptember 16-án egy Lloyd C.III, október 31-én egy kétüléses, 1917. március 18-án pedig egy Hansa-Brandenburg C.I-es repülőgép lett az áldozata. 1917 márciusa után áthelyezték a 91. repülő osztagba ahol a háború végéig további négy légi győzelmet szerzett. 1917. október 13-án reggel SPAD VII-es repülőgépével felszállni készült, de gépe ismeretlen okból meghibásodott, Udine közelében lezuhant, Olivari repülőhalált halt.

### Légi győzelmei
| Sorszám | Dátum                | Egység | Ellenfél              | Helyszín      |
| ------- | -------------------- | ------ | --------------------- | ------------- |
| 1       | 1916. április 7.     | 1ª     | Kétüléses             | Cortello      |
| 2       | 1916. szeptember 16. | 70ª    | Lloyd C.III           | Staro Stelo   |
| 3       | 1916. október 31.    | 70ª    | Kétüléses             | Monte Nero    |
| 4       | 1917. március 18.    | 70ª    | Hansa-Brandenburg C.I | San Canzziano |
| 5       | 1917. május 18.      | 91ª    | Albatros              | Voiscizza     |
| 6       | 1917. május 24.      | 91ª    | Lohner T.I            | Grado         |
| 7       | 1917. június 3.      | 91ª    | Albatros              | San Marco     |
| 8       | 1917. június 6.      | 91ª    | Hansa-Brandenburg C.I | Gargaro       |